# Tadeusz Stanisław Kierst
Tadeusz Stanisław Kierst (ur. 1 października 1899 w Warszawie, zm. 2 lutego 1975 w Łodzi) – podpułkownik Wojska Polskiego.

## Życiorys
W rodzinnym mieście uczęszczał do gimnazjum, a następnie służył w Legionach Polskich. Uczestnik walk o niepodległość. Od 1916 członek Polskiej Organizacji Wojskowej. Od listopada 1918 służył w Wojsku Polskim. W listopadzie 1918 brał udział w rozbrajaniu Niemców. W Warszawie ukończył Szkołę Podchorążych Piechoty i dekretem z 17 października 1919 został mianowany podporucznikiem piechoty z dniem 1 listopada 1919. W okresie międzywojennym służył w 21 pułku piechoty „Dzieci Warszawy” w Warszawie na stanowisku dowódcy kompanii, a później był adiutantem pułku i dowódcą szkolnej kompanii podoficerskiej. 10 stycznia 1921 został awansowany do stopnia porucznika piechoty ze starszeństwem z dniem 1 stycznia 1921. 3 maja 1922 został zweryfikowany w stopniu porucznika piechoty ze starszeństwem z dniem 1 czerwca 1919 roku i 2405. lokatą w korpusie oficerów piechoty. 1 stycznia 1928 awansował na stopień kapitana. 8 kwietnia 1935 został przeniesiony do 84 pułku piechoty w Pińsku na stanowisko dowódcy batalionu. Na stopień majora został mianowany ze starszeństwem z 1 stycznia 1936 i 95. lokatą w korpusie oficerów piechoty.
W czasie wojny obronnej 1939 roku był w tym pułku dowódcą II batalionu. Od 14 września 1939 walczył w obronie Modlina. Od 30 września 1939, po kapitulacji załogi twierdzy modlińskiej, przebywał w niemieckiej niewoli, w obozie przejściowym w Działdowie, w koszarach III batalionu 32 pułku piechoty. 25 października 1939 został aresztowany z dwoma innymi oficerami pułku pod zarzutem złego traktowania jeńców wziętych do niewoli 15 września 1939, w czasie wypadu 84 pp. na Leszno. Wywieziony do więzienia w Płocku, a po długim śledztwie został w czerwcu 1941 uniewinniony przez niemiecki sąd wojskowy. Do wiosny 1945 przebywał w Oflagu II C Woldenberg.
W 1946 powrócił do kraju i zamieszkał w Łodzi. Początkowo pracował w przemyśle włókienniczym, a następnie do 1965 w spółdzielczości pracy. Był aktywnym działaczem Okręgowej Komisji Historycznej Związku Bojowników o Wolność i Demokrację w Łodzi. W 1970 Minister Obrony Narodowej awansował go na stopień podpułkownika.

## Ordery i odznaczenia
- Krzyż Srebrny Orderu Wojennego Virtuti Militari (za kampanię wrześniową 1939)
- Krzyż Niepodległości (28 grudnia 1933)[12]
- Krzyż Walecznych
- Srebrny Krzyż Zasługi (16 marca 1928)[13]
- Medal Pamiątkowy za Wojnę 1918–1921
- Medal Dziesięciolecia Odzyskanej Niepodległości
- Medal 30-lecia Polski Ludowej
- Honorowa Odznaka Miasta Łodzi
- Medal 10 Rocznicy Wojny Niepodległościowej (Łotwa, 1929)[14]